# Mandalay Bay Tram
De Mandalay Bay Tram is een monorail-achtige verbinding tussen de Mandalay Bay, Luxor en Excalibur hotels. De lijn beslaat een gedeelte van de Strip in Las Vegas, Nevada, Verenigde Staten. Het vervoermiddel is eigendom van MGM Resorts International en is in opdracht gebouwd door Doppelmayr Cable Car om drie grote hotels en casino's van MGM Resorts met elkaar te verbinden.

## Geschiedenis
Het project voor de bouw van de Mandalay Bay Tram startte op 2 september 1998 toen Doppelmayr Cable Car het contract tekende voor de bouw van het vervoermiddel. Het project werd acht maanden later voltooid en zo kon de Mandalay Bay tram op 9 april 1999 geopend worden.

## Ligging
De Mandalay Bay Tram ligt bij het Tropicana – Las Vegas Boulevard kruispunt en loopt tot het Mandalay Bay. De buitenste baan loopt heen en weer tussen Excalibur Noord en het Mandalay Bay. De binnenste baan loopt heen en weer tussen Excalibur Zuid en het Mandalay Bay met een tussenstop bij het Luxor. De binnenste baan loopt ook door tot Excalibur Noord maar de dienst gaat maar tot de zuidhalte.

### Haltes
| \| \| Excalibur Noord \| \| \| \| \| Excalibur Zuid \| \| \| \| \| \| \| \| \| \| Luxor \| \| \| \| \| \| \| \| \| \| Mandalay Bay \| \| \| |                 |  |  |
| eKBHFa · KBHFa | Excalibur Noord |  |  |
| BHF · STR | Excalibur Zuid  |  |  |
| STR · STR |                 |  |  |
| BHF · STR | Luxor           |  |  |
| STR · STR |                 |  |  |
| KBHFe · KBHFe | Mandalay Bay    |  |  |

## Ontwerp
Het 16 miljoen dollar kostende project is ontwikkeld door MGM Mirage Resorts om de verschillende grote hotels en casino's in dat gebied met elkaar te verbinden. Doppelmayr Cable Car werd gecontracteerd om de lijn te bouwen.
Er is uiteindelijk een 838 meter lange lijn aangelegd die 5 tot 8 meter boven de grond is gebouwd. Op beide banen rijdt een voertuig met vijf wagons. Iedere wagon kan 32 bezoekers vervoeren, dit betekent een totaal van 160 per voertuig. Hierbij rijden de voertuigen op luchtbanden om de geluidsoverlast te beperken. Beide voertuigen worden voortgetrokken door middel van een 33 millimeter dikke staalkabel. De gemiddelde snelheid van de voertuigen is 36 kilometer per uur en het duurt 220 seconden om van Excalibur Noord naar het Mandalay Bay te komen.